# Palavra chave
Em programação de computadores, uma palavra chave é uma palavra ou identificador que tem um significado especial para a linguagem de programação. O significado das palavras chave varia largamente de uma linguagem de programação para outra.
Em muitas linguagens, como C e derivadas, uma "palavra chave" é uma palavra reservada que identifica uma forma sintática. As palavras utilizadas em construções de controle de fluxo, como  if, then e else são palavras chave. Nestas linguagens, as palavras chave não podem ser utilizadas como nomes de variáveis e de funções.
Algumas linguagens, como PostScript, são extremamente liberais na sua abordagem, permitindo que palavras chave sejam redefinidas para usos específicos.
Na linguagem Common Lisp, por outro lado, as palavras chave (ou "símbolos chave") são um conjunto especial de símbolos ou identificadores. Diferentemente de outros símbolos, que são utilizados normalmente para definir variáveis e funções, as palavras chave são avaliadas de forma literal. As palavras chave são normalmente utilizadas para rotular argumentos nomeados de funções, e para representar valores simbólicos.
A forma como a linguagem trata os palavras que definem as funções de uma biblioteca de rotinas, varia conforme a linguagem de programação. Algumas linguagens, por exemplo, disponibilizam palavras chave para operações de entrada/saída, enquanto em outras isto é realizado através de funções de biblioteca. Na linguagem Python, e muitos dialétos do BASIC, a palavra print é uma palavra chave. Por outro lado, nas linguagens C e Lisp, as palavras equivalentes, printf e format são funções da biblioteca padrão.
Em linguagens que utilizam macros, as construções de controle de fluxo como if podem ser implementadas como macros ou funções. Em linguagens sem esta característica, estas construções são implementadas através de palavras chave.